# Аквапанель
Аквапанель — різновид листового композитного будівельного листового матеріалу, який складається з цементної серцевини з мінеральним заповнювачем, для більшої міцності армованого з обох боків склосіткою.

## Переваги аквапанелей
- мають підвищену вологостійкість, отже, можуть застосовуватися там, де вода активно впливає на будівельні конструкції[1].
- монтаж їх не складає особливих труднощів; може здійснюватися як за допомогою шурупів, так і спеціальних клейових засобів
- легко кріпляться до дерев'яного та металевого каркаса
- ними можна легко обробити криволінійні поверхні (радіусом від 1 метра)[2]
- ціна на аквапанелі не найбільша на ринку подібних за якістю листових матеріалів.

## ТТХ
| Показники                                          | ВНУТРІШНЯ        | ЗОВНІШНЯ         | Примітка |
| Ширина (мм)                                        | 900/1200         | 900/1200         |          |
| Довжина (мм)                                       | 1200/2400/2800   | 1200/2400/2800   |          |
| Товщина (мм)                                       | 12,5             | 12,5             |          |
| Вага, кг/м2                                        | 15               | 16               |          |
| радіус вигину (м) для плити шириною 900 мм         | 3                | 3                |          |
| радіус вигину (м) для смуг з плит шириною 1 300 мм | 1                | 1                |          |
| Щільність, кг/м3                                   | 1050             | 1150             |          |
| Межа міцності при вигині, МПа                      | >6,2             | >6,2             |          |
| Теплопровідність, Вт/мОК                           | 0,27             | 0,35             |          |
| Морозостійкість, циклів                            | 25               | 75               |          |
| Показник кислотності рН                            | 12               | 12               |          |
| Модуль пружності (МПа)                             | близько 5000     | близько 5000     |          |
| Опір паропроникненню                               | 30               | 30               |          |
| Зміна довжини від сухого до насичення водою, %     | 0,1              | 0,1              |          |
| Група горючості                                    | Г1               | Г1               |          |
| Статичне навантаження                              | до 50 кг на 1 м2 | до 50 кг на 1 м2 |          |
| Інше                                               |                  |                  |          |
|                                                    |                  |                  |          |

## Відмінності
Зовнішня аквапанель
- використовується при створенні та реконструкції фасадів будівель
- є основою для покриття будівельними матеріалами різних типів
- Застосовується вона в будівлях каркасного типу, для реконструкції фасадів будівель.
- відрізняється високою стійкістю до різних погодних умов і застосовується в:

будівництві зовнішніх стель і стін;
ремонті фасадів;
обробці цоколів;
влаштуванні звісних дахів і сільськогосподарських систем.
Внутрішня Аквапанель
- використовується як основа для оздоблення стін будівельними матеріалами різних типів[3]
- з їх допомогою створюють внутрішні перегородки і стелі
- має підвищену вологостійкість і міцність
- монтується шляхом склеювання окремих панелей одна з одною за допомогою спеціального клею
- використовується:

в каркасно-обшивних конструкціях
при влаштуванні простору навколо басейнів, обробці кухонь і приміщень, де здійснюється щоденне вологе прибирання